# Arabella Steinbacher
Arabella Miho Steinbacher (Monaco di Baviera, 14 novembre 1981) è una violinista tedesca.

## Biografia
Steinbacher è nata a Monaco di Baviera il 14 novembre 1981. Suo padre, tedesco, era primo répétiteur all'Opera di Stato della Baviera mentre la madre, cantante giapponese, si era trasferita in Germania per studiare. Ha iniziato a studiare il violino a tre anni e a nove anni è entrata alla Hochschule für Musik und Theater München, sotto la guida di Ana Chumachenco.
Steinbacher ha studiato anche con Ivry Gitlis e ha preso parte a delle masterclass con  Dorothy DeLay e Kurt Sassmannshaus. Ha vinto diversi riconoscimenti importanti, tra i quali la Joseph Joachim International Violin Competition nel 2000, e nell'anno successivo una borsa di studio dello stato di Baviera ed una dalla fondazione dei Freundeskreis ("circolo di amici") di  Anne-Sophie Mutter.
Steinbacher suona lo Stradivari Booth (1716), di proprietà della Nippon Music Foundation.

## Discografia
- 2004 Aram Il'ič Chačaturjan – Concerto for violin and orchestra and for cello and orchestra; Daniel Müller-Schott, City of Birmingham Symphony Orchestra, Sakari Oramo
- 2005 Darius Milhaud – Violin Concerto No.1, Violin Concerto No.2, Concertino; Münchner Rundfunkorchester, Pincas Steinberg
- 2006 Violino Latino – Arabella Steinbacher, Peter von Wienhardt
- 2006 Dmitrij Dmitrievič Šostakovič – Violin Concerto No.1, Violin Concerto No.2, Arabella Steinbacher, Symphonieorchester des Bayrischen Rundfunks
- 2008 Sonatas for violin and piano/"Gypsy", Poulenc, Fauré, Ravel – Arabella Steinbacher, Robert Kulek
- 2009 Beethoven/Berg: Concertos for Violin – Arabella Steinbacher, Andris Nelsons